# Incontro con Lucio Battisti
Incontro con Lucio Battisti è stato uno special televisivo di varietà registrato il 4 novembre 1969 e trasmesso il 21 febbraio 1970  sul Programma Nazionale (l'odierna Rai 1), condotto da Lucio Battisti e Loretta Goggi.

## Il programma
Nel 1969 Battisti festeggia il decennale della sua carriera con uno special televisivo organizzato dalla RCA, in collaborazione con la Rai. Il cantautore di Poggio Bustone si cimenta per la prima ed unica volta nell'inedita veste di conduttore, affiancato da Loretta Goggi, anch'essa esordiente nei panni di conduttrice e reduce dal grande successo ottenuto dallo sceneggiato televisivo La freccia nera. 
Battisti oltre che condurre esegue alcuni dei suoi brani del periodo come Acqua azzurra, acqua chiara, Non è Francesca, Mi ritorni in mente e 7:40. Balla Linda funge da sigla iniziale e finale del programma. 
All'interno dello speciale di quaranta minuti vengono inoltre ospitati artisti per i quali Battisti ha firmato brani assieme a Mogol: I Camaleonti che eseguono Mamma mia, Patty Pravo che esegue Il paradiso e Ballerina (quest'ultima non firmata dalla coppia ma da Franco Migliacci e Ricky Gianco) e l'Equipe 84 che esegue Pomeriggio: ore 6, anch'essa non firmata da Mogol, cover in italiano di Marley Purt Drive, brano di José Feliciano scritto dai Bee Gees.
Lo speciale, ritenuto perduto è stato pubblicato in streaming sul portale RaiPlay, mancante però dell'esecuzione dell'Equipe 84, come si evince dai titoli di coda che accredita la band tra gli ospiti. L'autore dei dialoghi è Bruno Lauzi.

## Cast tecnico
- Regia: Roberto Arata
- Autori: Bruno Lauzi
- Scene: Enzo Celone
- Luci: Giuseppe Della Noce
- Segretaria di produzione: Serena Zaratin
- Assistente di studio: Germano Arendo